# Brahma Purana
Brahma Purana é uma obra da literatura indiana.
Na forma de ensinamentos passados de Brahma para Daksa. Ela contém vinte e cinco mil versos. Ela é chamada de a Adi Purana(purana principal). 
Há diversos tratados nesta purana um em especial sobre Orissa, uma antiga região de Bharata (Índia), outro anexo trata da intimidade entre Shiva e Surya (sol) que derivam as outras Puranas. 
A Brahma Purana fala também sobre um a suryakshetra (templo ao sol) situado em um local chamado Konarka próximo a Puri, construído ali em 1241 d.C. 
E fialmente este Purana junto com a Jaladhenu dá um valor especial ao dia de lua cheia no mês de Vais Akha (Maio).